# Beinn a' Ghlo
Beinn a' Ghlo är ett berg i Storbritannien.   Det ligger i kommunen Perth and Kinross och riksdelen Skottland, i den norra delen av landet, 600 km norr om huvudstaden London. Toppen på Beinn a' Ghlo är 922 meter över havet.
Terrängen runt Beinn a' Ghlo är huvudsakligen kuperad. Runt Beinn a' Ghlo är det ganska glesbefolkat, med 38 invånare per kvadratkilometer. Närmaste större samhälle är Pitlochry, 14,3 km söder om Beinn a' Ghlo. I omgivningarna runt Beinn a' Ghlo växer i huvudsak blandskog.